# 다치바나촌 (후쿠오카현)
다치바나촌(立花村)은 일본 후쿠오카현 가스야군에 설치되었던 촌이다. 현재의 신구정의 일부에 해당한다.